# Milton Ross
Milton Ross (2 de diciembre de 1876 – 6 de septiembre de 1941) fue un actor estadounidense. Apareció en 68 películas entre 1914 y 1948.

## Filmografía
- The Green Swamp (1916)
- The Gunfighter (1917)
- The Desert Man (1917)
- Truthful Tulliver (1917)
- Idolators (1917)
- Time Locks and Diamonds (1917)
- Flare-Up Sal (1918)
- The Tiger Man (1918)
- Riddle Gawne (1918)
- The False Faces (1919)
- The End of the Game (1919)
- The Exquisite Thief (1919)
- Flame of the Desert (1919)
- Duds (1920)
- The Woman and the Puppet (1920)
- The Penalty (1920)
- Voices of the City (1921)
- The Killer (1921)
- Boys Will Be Boys (1921)
- Fortune's Mask (1922)
- The Boss of Camp 4 (1922)
- Back Fire (1922)
- Gay and Devilish (1922)
- Salomy Jane (1923)
- The Virginian (1923)
- The Cowboy and the Flapper (1924)
- The Dixie Handicap (1924)
- Breed of the Border (1924)
- The White Desert (1926)
- Beyond the Rockies (1926)